# پیربوترول
پیربوترول (انگلیسی: Pirbuterol) (نام تجاری Maxair) یک آگونیست گیرنده آدرنرژیک β2 کوتاه‌اثر با عملکرد برونش گشادکننده است که در درمان آسم استفاده می‌شود و (به‌عنوان پیربوترول استات) به‌عنوان یک استنشاقی با دوز تعیین‌شده با تنفس فعال می‌شود.
این دارو در سال ۱۹۷۱ ثبت اختراع شد و در سال ۱۹۸۳ مورد استفاده پزشکی قرار گرفت.

## کاربرد پزشکی
پیربوترول در آسم برای معکوس کردن برونکواسپاسم حاد و همچنین به عنوان یک داروی نگهدارنده برای جلوگیری از حملات بعدی به کار می‌رود. این دارو باید در بیماران ۱۲ ساله و بالاتر با یا بدون تئوفیلین و/یا کورتیکواستروئید استنشاقی همزمان استفاده شود.
مکانیسم عمل و عوارض جانبی آن مانند دیگر داروهای آگونیست بتا۲-آدرنرژیک است.

## فارماکوکینتیک
پس از استنشاق دوزهای تا ۸۰۰ میکروگرم (دو برابر بیشینه دوز توصیه شده) سطح سیستمیک خون پیربوترول کمتر از حد حساسیت سنجش (۲ تا ۵ نانوگرم در میلی لیتر) است. میانگین ۵۱٪ از دوز در ادرار به عنوان پیربوترول به همراه مزدوج سولفات آن پس از تجویز توسط آئروسل بازیابی می شود.  پیربوترول توسط کاتکول-O-متیل ترانسفراز متابولیزه نمی‌شود. نیمه عمر پلاسمایی اندازه گیری شده پس از مصرف خوراکی حدود دو ساعت است.